# Bataille de Haugsnes
 (mai 2023).
Si vous disposez d'ouvrages ou d'articles de référence ou si vous connaissez des sites web de qualité traitant du thème abordé ici, merci de compléter l'article en donnant les références utiles à sa vérifiabilité et en les liant à la section « Notes et références ».
Age des Sturlungar
Batailles
Bataille de Örlygsstaðir | Flóabardagi | Bataille de Haugsnes | Flugumýrarbrenna
La bataille de Haugsnes opposa le clan familial des Sturlungar à celui des Ásbirningar le 19 avril 1246, au nord de l'Islande, pendant la guerre civile de l'âge des Sturlungar.

## Histoire
La bataille a opposé le clan des Sturlungar, mené par Þórður kakali Sighvatsson, qui contrôlait le nord-est de l'Islande, à celui des Ásbirningar, conduits par Brandur Kolbeinsson, successeur de Kolbeinn Arnórsson, qui dominait le nord-ouest. Il y avait environ 500 combattants du côté des Sturlungar et 600 du côté des Ásbirningar.
Environ 110 hommes furent tués lors de cette bataille, ce qui en fait la plus sanglante de l'histoire de l'Islande. La bataille voit la défaite du clan des Ásbirningar et la fin de leur domination sur le nord de l'Islande et assoit le pouvoir de Þórður kakali Sighvatsson.
À l'issue de la bataille, Brandur Kolbeinsson est pris et exécuté au lieu-dit Róðukross.

## Site
La bataille a eu lieu sur la rive sud de la rivière Djúpadalsá, dans le fjord Skagafjörður.

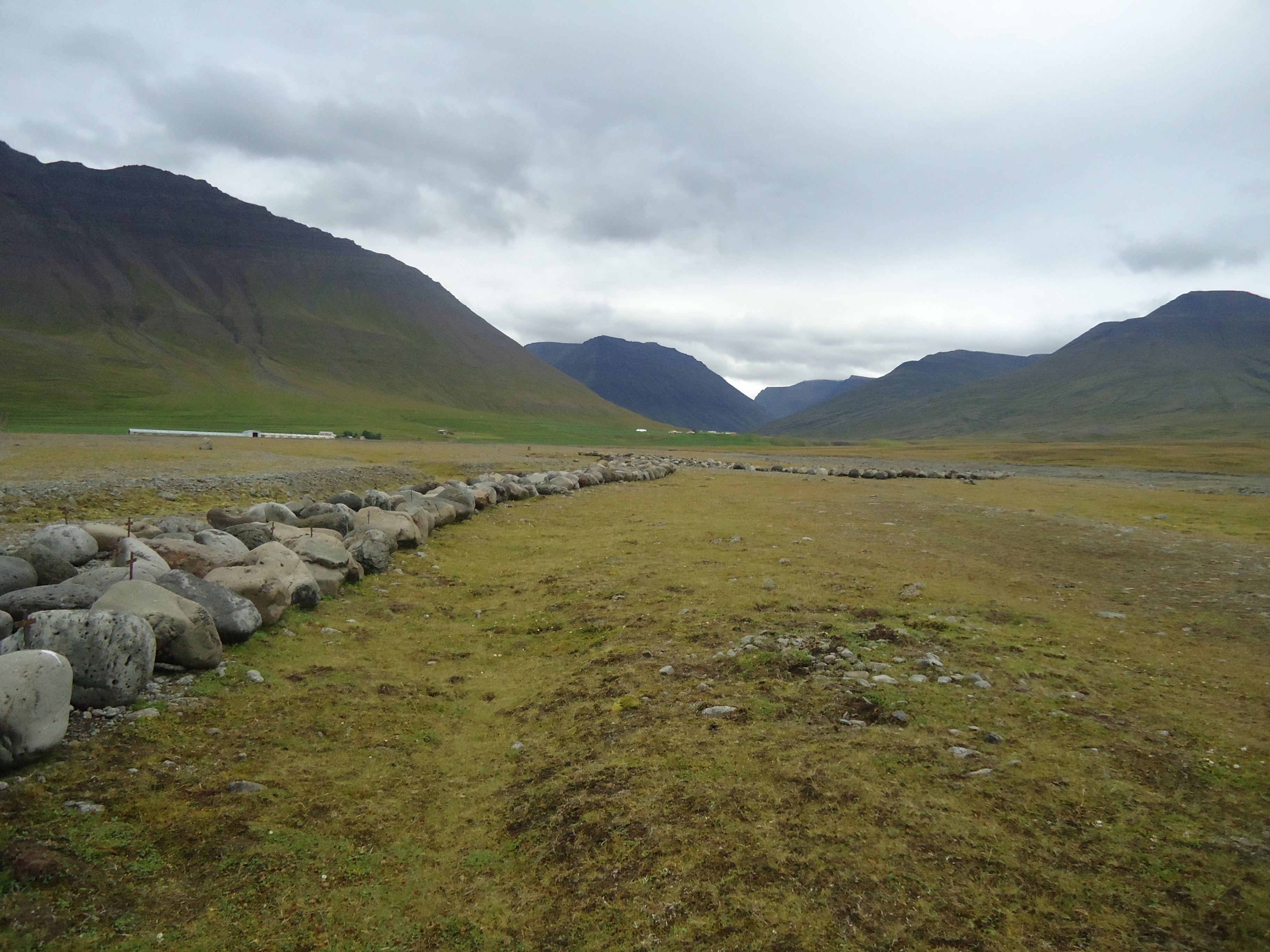
Le site de la bataille. 1100 blocs de pierre, dont certains sont surmontés d'une petite croix, ont été disposés pour représenter les combattants.
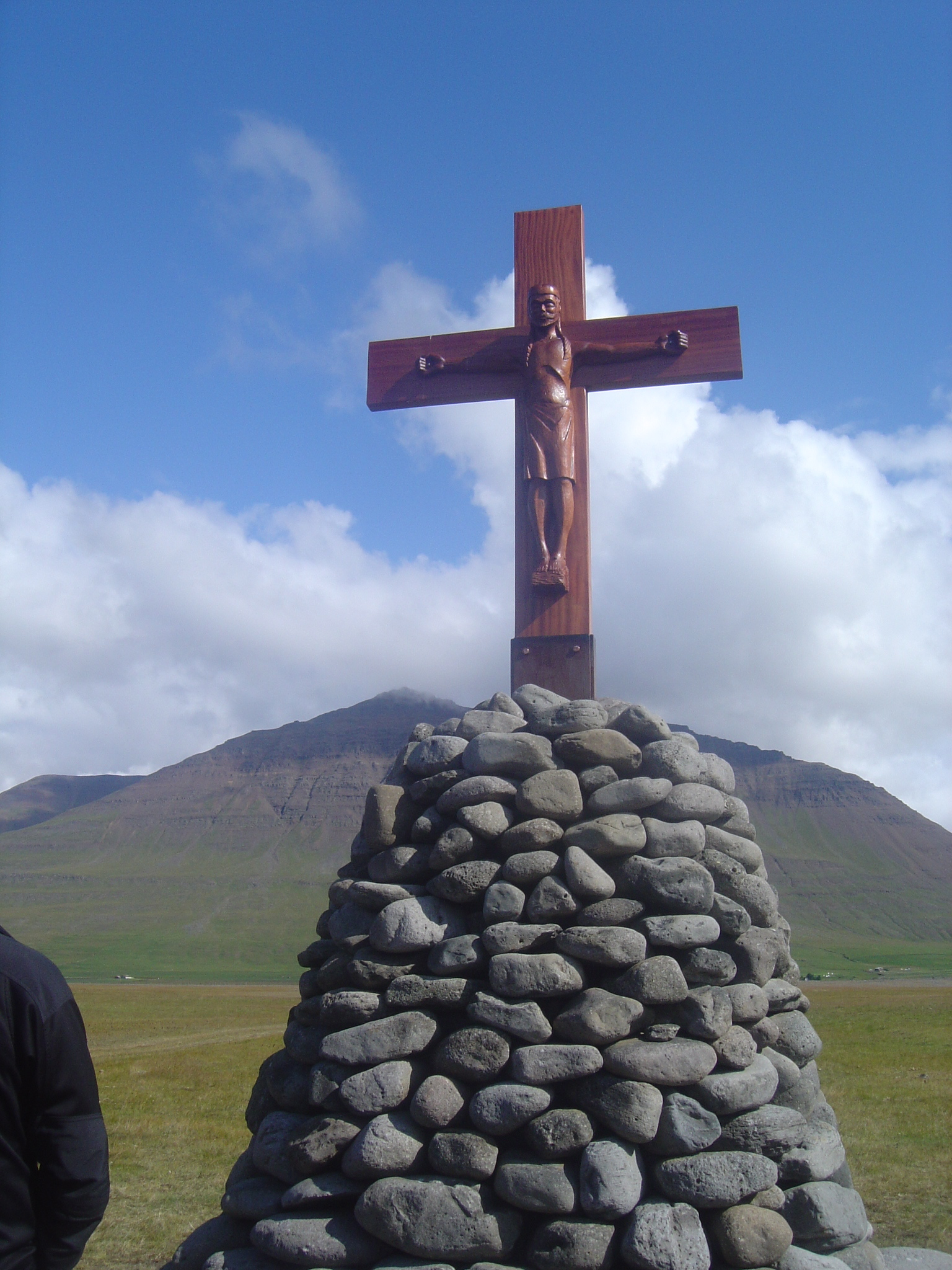
Monument à Brandur Kolbeinsson, élevé sur le site de son exécution après la bataille de Haugsnes.